# Montecopiolo
Montecopiolo település Olaszországban, Marche régióban, Pesaro és Urbino megyében. Lakosainak száma 1028 fő (2023. január 1.). Montecopiolo Carpegna, Maiolo, Monte Grimano, Pennabilli, Pietrarubbia, Macerata Feltria, Monte Cerignone és San Leo községekkel határos.

## Népesség
A település lakossága az elmúlt években az alábbi módon változott:
| Lakosok száma | 1106 | 1101 | 1028 |
|               | 2017 | 2018 | 2023 |